# سندس
سُنْدُس (بالإنجليزية: Sondous)‏ هي قرية حدودية تابعة لعمادة فم الخنڨة في جنوب غرب تونس في معتمدية تمغزة بولاية توزر ، وتقع بالقرب من الحدود الجزائرية، وتبعد 11 كلم عن تمغزة.